# Elektroerosion
Elektroerosion ist Materialabtrag durch elektrischen Strom. 

## Technologische Nutzung (Elektroerosive Verfahren)
Elektroerosive Verfahren (kurz: Erodieren) werden zur hochpräzisen Materialbearbeitung genutzt. In der Regel wird das zu bearbeitende, elektrisch leitende Werkstück (häufig Metalle) in einer nicht leitenden Flüssigkeit (Dielektrikum), meist deionisiertes Wasser oder spezielles Öl, bearbeitet. Dazu wird ein ebenfalls elektrisch leitendes Werkzeug in die Nähe des Werkstoffes gebracht, welches gegenüber dem Werkstück eine negative elektrische Spannung (typ. 40 bis 150 V) hat. Dadurch kommt es zu zahlreichen kleinen Entladungen zwischen Werkzeug und Werkstück. Dies führt zu immer wiederkehrenden Funken, die vorrangig vom Werkstück Material abtragen. Auch das Werkzeug wird jedoch erodiert, es muss daher erneuert werden.
Bekannte elektroerosive Verfahren sind:

- Drahterodieren; hierbei wird als Werkzeug ein dünner Metalldraht verwendet. Mit Hilfe des Drahterodierens können auch in schwer oder nicht spanbare Werkstoffe großer Dicke sehr feine Schnitte eingebracht werden.
- Senk- bzw. Bohrerodieren; hier werden Stäbe oder Negativformen als Werkzeug verwendet.

In der Frühzeit der Homecomputer wurden Elektroerosionsdrucker verwendet. Diese Geräte verwenden metallbeschichtetes Papier. Je Druckpunkt dieser niedrig auflösenden Drucker wird ein Stück Metallfolie erodiert (verdampft), darunter erscheint die dunkle Farbe des Papiers. Ein seltenes Beispiel für diesen Drucker ist der Drucker des Sinclair ZX81.

## Schädliche Elektroerosion

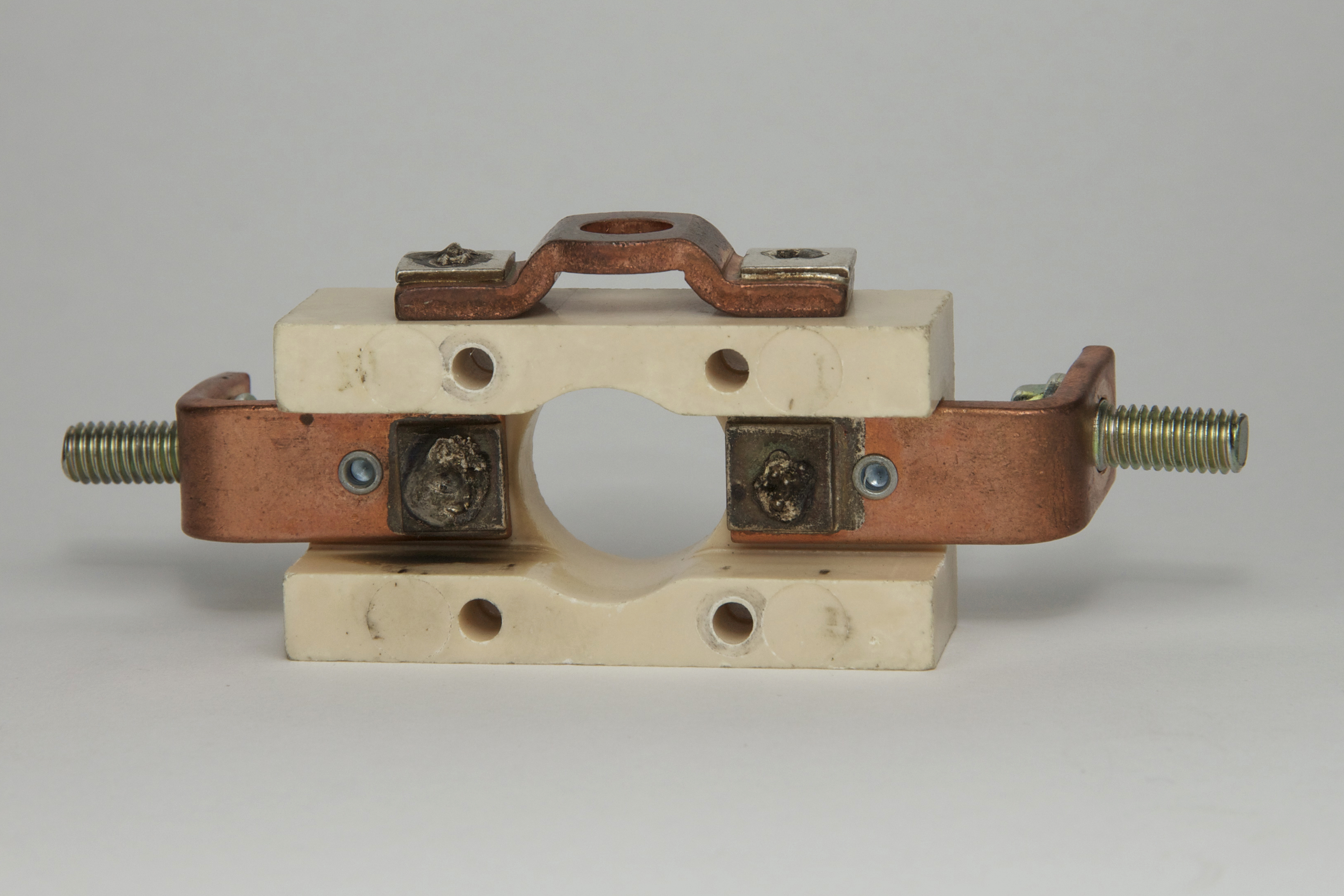
Zerlegter abgebrannter und zerklüfteter Schützkontakt eines Gabelstaplers

Ungewünschte elektrische Entladungen (Schaltfunken, Spannungsüberschläge, Lichtbögen, Schaltlichtbögen) können nach dem gleichen Prinzip zu Schäden an elektrischen Leitern, Elektroden und Kontakten führen. Durch Entladungen an den elektrischen Bauteilen kommt es zum wechselseitigen Materialabtrag (Kontakt- oder Elektrodenabbrand). Dies kann zum Funktionsverlust führen, wenn beispielsweise ein Relaiskontakt dadurch so stark zerklüftet oder abgebrannt ist, dass beim Schließen des Kontaktes keine Kontaktgabe mehr gewährleistet ist. Diese Elektroerosion trägt vorrangig die negative Elektrode ab, die positive Elektrode kann sogar zunehmen (Elektromigration).

Kontaktabbrand kann durch Maßnahmen zur Schaltfunken- oder Lichtbogenlöschung vermindert werden.
Die elektrolytische Korrosion von Metallteilen durch vagabundierende Ströme in Elektrolyten (z. B. Erdreich oder Seewasser) wird dagegen nicht als Elektroerosion, sondern als Elektrokorrosion bezeichnet.

Elektrokorrosion wird z. B. durch fehlerhafte oder unzweckmäßige Erdung hervorgerufen.